# Geonoma leptospadix
Geonoma leptospadix är en enhjärtbladig växtart som beskrevs av James William Helenus Trail. Geonoma leptospadix ingår i släktet Geonoma och familjen Arecaceae. Inga underarter finns listade i Catalogue of Life.